# Campionati del mondo di atletica leggera indoor 2016 - Pentathlon
Il pentathlon ha visto ai nastri di partenza 12 atlete, che hanno gareggiato il 18 marzo 2016.

## Risultati

### 60 metri ostacoli
I 60 m ostacoli sono cominciati alle 11:15.
| Pos. | Batteria | Nome                     | Nazione       | Tempo | punti | Note |
| ---- | -------- | ------------------------ | ------------- | ----- | ----- | ---- |
| 1    | 2        | Brianne Theisen-Eaton    | Canada        | 8.04  | 1120  | PB   |
| 2    | 2        | Anastasija Mochnjuk      | Ucraina       | 8.11  | 1104  | PB   |
| 3    | 1        | Alina F'odorova          | Ucraina       | 8.27  | 1068  | PB   |
| 4    | 2        | Kendell Williams         | Stati Uniti   | 8.31  | 1059  |      |
| 5    | 2        | Kateřina Cachová         | Rep. Ceca     | 8.34  | 1052  |      |
| 6    | 1        | Barbara Nwaba            | Stati Uniti   | 8.43  | 1032  | SB   |
| 7    | 2        | Makeba Alcide            | Saint Lucia   | 8.47  | 1024  |      |
| 8    | 1        | Celina Leffler           | Germania      | 8.49  | 1019  | SB   |
| 9    | 1        | Györgyi Zsivoczky-Farkas | Ungheria      | 8.56  | 1004  |      |
| 10   | 1        | Georgia Ellenwood        | Canada        | 8.64  | 987   |      |
| 11   | 1        | Morgan Lake              | Gran Bretagna | 8.70  | 974   |      |
| 12   | 2        | Salcia Slack             | Giamaica      | 8.72  | 969   |      |

### Salto in alto
La gara è cominciata alle 12:15.
| Pos | Nome                     | Naz           | 1.64 | 1.67 | 1.70 | 1.73 | 1.76 | 1.79 | 1.82 | 1.85 | 1.88 | 1.91 | Ris  | Punti | Note | Totale |
| --- | ------------------------ | ------------- | ---- | ---- | ---- | ---- | ---- | ---- | ---- | ---- | ---- | ---- | ---- | ----- | ---- | ------ |
| 1   | Morgan Lake              | Gran Bretagna | –    | –    | –    | –    | –    | o    | o    | o    | xo   | xxx  | 1.88 | 1080  |      | 2054   |
| 2   | Alina F'odorova          | Ucraina       | o    | o    | o    | o    | o    | o    | o    | o    | xxx  |      | 1.85 | 1041  | SB   | 2109   |
| 3   | Györgyi Zsivoczky-Farkas | Ungheria      | –    | –    | o    | xo   | o    | o    | xo   | o    | xxx  |      | 1.85 | 1041  | SB   | 2045   |
| 4   | Brianne Theisen-Eaton    | Canada        | –    | –    | –    | –    | o    | o    | xo   | xo   | xxx  |      | 1.85 | 1041  | SB   | 2161   |
| 5   | Anastasija Mochnjuk      | Ucraina       | –    | –    | –    | o    | xo   | o    | o    | xxo  | xxx  |      | 1.85 | 1041  | PB   | 2145   |
| 6   | Kendell Williams         | Stati Uniti   | –    | –    | xo   | o    | o    | o    | xxo  | xxo  | xxx  |      | 1.85 | 1041  |      | 2100   |
| 7   | Barbara Nwaba            | Stati Uniti   | –    | –    | o    | o    | o    | o    | xo   | xxx  |      |      | 1.82 | 1003  |      | 2035   |
| 8   | Kateřina Cachová         | Rep. Ceca     | o    | o    | o    | o    | o    | xxo  | xxx  |      |      |      | 1.79 | 966   |      | 2018   |
| 9   | Georgia Ellenwood        | Canada        | –    | –    | o    | xo   | o    | xxo  | xxx  |      |      |      | 1.79 | 966   |      | 1953   |
| 10  | Makeba Alcide            | Saint Lucia   | o    | o    | o    | xxo  | o    | xxx  |      |      |      |      | 1.76 | 928   |      | 1952   |
| 11  | Celina Leffler           | Germania      | xxo  | o    | xxo  | xxx  |      |      |      |      |      |      | 1.70 | 855   | SB   | 1874   |
| NCL | Salcia Slack             | Giamaica      | xxx  |      |      |      |      |      |      |      |      |      | NM   | 0     |      | 969    |

### Getto del peso
Gara cominciata alle 14:15
| Rank | Athlete                  | Nationality   | #1    | #2    | #3    | Result | Points | Note | Totale |
| ---- | ------------------------ | ------------- | ----- | ----- | ----- | ------ | ------ | ---- | ------ |
| 1    | Alina F'odorova          | Ucraina       | 15.05 | 15.44 | 15.41 | 15.44  | 890    |      | 2999   |
| 2    | Anastasija Mochnjuk      | Ucraina       | 14.35 | 14.11 | 15.01 | 15.01  | 862    | PB   | 3007   |
| 3    | Barbara Nwaba            | Stati Uniti   | 15.00 | –     | –     | 15.00  | 861    | PB   | 2896   |
| 4    | Györgyi Zsivoczky-Farkas | Ungheria      | 13.88 | 14.54 | 13.92 | 14.54  | 830    | PB   | 2875   |
| 5    | Brianne Theisen-Eaton    | Canada        | 13.44 | 13.60 | 13.70 | 13.70  | 774    | SB   | 2935   |
| 6    | Morgan Lake              | Gran Bretagna | 13.18 | 13.61 | 13.01 | 13.61  | 768    | SB   | 2822   |
| 7    | Makeba Alcide            | Saint Lucia   | 13.46 | 13.20 | x     | 13.46  | 758    | NR   | 2710   |
| 8    | Kendell Williams         | Stati Uniti   | 13.45 | x     | 13.09 | 13.45  | 757    |      | 2857   |
| 9    | Salcia Slack             | Giamaica      | 13.14 | 13.24 | x     | 13.24  | 743    |      | 1712   |
| 10   | Celina Leffler           | Germania      | 12.58 | 12.74 | 13.17 | 13.17  | 739    |      | 2613   |
| 11   | Georgia Ellenwood        | Canada        | 12.54 | 12.30 | 12.26 | 12.54  | 697    |      | 2650   |
| 12   | Kateřina Cachová         | Rep. Ceca     | 11.13 | 12.26 | 11.76 | 12.26  | 678    | SB   | 2696   |

### Salto in lungo
La gara è cominciata alle 17:15.
| Rank | Athlete                  | Nationality   | #1   | #2   | #3   | Result | Points | Notes | Total |
| ---- | ------------------------ | ------------- | ---- | ---- | ---- | ------ | ------ | ----- | ----- |
| 1    | Anastasija Mochnjuk      | Ucraina       | 6.37 | 6.66 | 6.37 | 6.66   | 1059   | PB    | 4066  |
| 2    | Brianne Theisen-Eaton    | Canada        | 6.37 | 6.42 | x    | 6.42   | 981    | SB    | 3916  |
| 3    | Alina F'odorova          | Ucraina       | 6.33 | 6.31 | –    | 6.33   | 953    | SB    | 3952  |
| 4    | Kendell Williams         | Stati Uniti   | x    | 6.30 | 6.10 | 6.30   | 943    |       | 3800  |
| 5    | Györgyi Zsivoczky-Farkas | Ungheria      | 6.28 | x    | x    | 6.28   | 937    | SB    | 3812  |
| 6    | Kateřina Cachová         | Rep. Ceca     | x    | 5.91 | 6.11 | 6.11   | 883    |       | 3579  |
| 7    | Morgan Lake              | Gran Bretagna | 6.03 | 5.88 | 5.95 | 6.03   | 859    | SB    | 3681  |
| 8    | Georgia Ellenwood        | Canada        | 5.72 | 5.67 | 6.01 | 6.01   | 853    |       | 3503  |
| 9    | Salcia Slack             | Giamaica      | x    | 5.93 | x    | 5.93   | 828    |       | 2540  |
| 10   | Makeba Alcide            | Saint Lucia   | 5.58 | 5.86 | 5.89 | 5.89   | 816    |       | 3526  |
| 11   | Barbara Nwaba            | Stati Uniti   | 5.84 | x    | 5.76 | 5.84   | 801    | SB    | 3697  |
| 12   | Celina Leffler           | Germania      | 5.64 | 5.83 | 5.75 | 5.83   | 798    |       | 3411  |

### 800 metri piani
Gara partita alle 20:10.
| Rank | Name                     | Nationality   | Time    | Points | Notes |
| ---- | ------------------------ | ------------- | ------- | ------ | ----- |
| 1    | Brianne Theisen-Eaton    | Canada        | 2:09.99 | 965    | SB    |
| 2    | Barbara Nwaba            | Stati Uniti   | 2:10.07 | 964    | SB    |
| 3    | Györgyi Zsivoczky-Farkas | Ungheria      | 2:18.48 | 844    | SB    |
| 4    | Makeba Alcide            | Saint Lucia   | 2:18.65 | 842    | SB    |
| 5    | Salcia Slack             | Giamaica      | 2:19.00 | 837    |       |
| 6    | Kateřina Cachová         | Rep. Ceca     | 2:19.97 | 824    |       |
| 7    | Georgia Ellenwood        | Canada        | 2:20.18 | 821    |       |
| 8    | Morgan Lake              | Gran Bretagna | 2:20.40 | 818    |       |
| 9    | Alina F'odorova          | Ucraina       | 2:20.42 | 818    |       |
| 10   | Kendell Williams         | Stati Uniti   | 2:22.82 | 786    |       |
| 11   | Anastasija Mochnjuk      | Ucraina       | 2:23.19 | 781    |       |
| 12   | Celina Leffler           | Germania      | 2:24.01 | 770    |       |

### Classifica generale
In Giallo la migliore prestazione di ogni prova
| Pos | Nome                     | Nazione       | 60m H | SA   | LP    | SL   | 800m    | Punti | Note |
| --- | ------------------------ | ------------- | ----- | ---- | ----- | ---- | ------- | ----- | ---- |
| 1   | Brianne Theisen-Eaton    | Canada        | 8.04  | 1.85 | 13.70 | 6.42 | 2:09.99 | 4881  | WL   |
| 2   | Alina F'odorova          | Ucraina       | 8.27  | 1.85 | 15.44 | 6.33 | 2:20.42 | 4770  | PB   |
| 3   | Barbara Nwaba            | Stati Uniti   | 8.43  | 1.82 | 15.00 | 5.84 | 2:10.07 | 4661  | PB   |
| 4   | Györgyi Zsivoczky-Farkas | Ungheria      | 8.56  | 1.85 | 14.54 | 6.28 | 2:18.48 | 4656  | SB   |
| 5   | Kendell Williams         | Stati Uniti   | 8.31  | 1.85 | 13.45 | 6.30 | 2:22.82 | 4586  |      |
| 6   | Morgan Lake              | Gran Bretagna | 8.70  | 1.88 | 13.61 | 6.03 | 2:20.40 | 4499  |      |
| 7   | Kateřina Cachová         | Rep. Ceca     | 8.34  | 1.79 | 12.26 | 6.11 | 2:19.97 | 4403  |      |
| 8   | Makeba Alcide            | Saint Lucia   | 8.47  | 1.76 | 13.46 | 5.89 | 2:18.65 | 4368  |      |
| 9   | Georgia Ellenwood        | Canada        | 8.64  | 1.79 | 12.54 | 6.01 | 2:20.18 | 4324  |      |
| 10  | Celina Leffler           | Germania      | 8.49  | 1.70 | 13.17 | 5.83 | 2:24.01 | 4181  |      |
| 11  | Salcia Slack             | Giamaica      | 8.72  | NM   | 13.24 | 5.93 | 2:19.00 | 3377  |      |
|     | Anastasija Mochnjuk      | Ucraina       | 8.11  | 1.85 | 15.01 | 6.66 | 2:23.19 | 4847  | dq   |